# Hangon itäinen selkä
Hangon itäinen selkä este o arie protejată (arie specială de conservare — SAC, sit de importanță comunitară — SCI) din Finlanda întinsă pe o suprafață de 11.098 ha, integral marine.

## Localizare
Centrul sitului Hangon itäinen selkä este situat la coordonatele 59°44′11″N 23°19′00″E / 59.7364°N 23.3167°E.

## Înființare
Situl Hangon itäinen selkä a fost declarat sit de importanță comunitară în martie 2012 pentru a proteja un număr necunoscut de specii din flora spontană și fauna sălbatică aflate în arealul zonei. Situl a fost protejat și ca arie specială de conservare în aprilie 2015.

## Biodiversitate
Situată în ecoregiunea boreală, aria protejată conține 1 habitat natural: Recifuri.
La baza desemnării sitului se află un număr nedeclarat de specii protejate.